# Ajándék

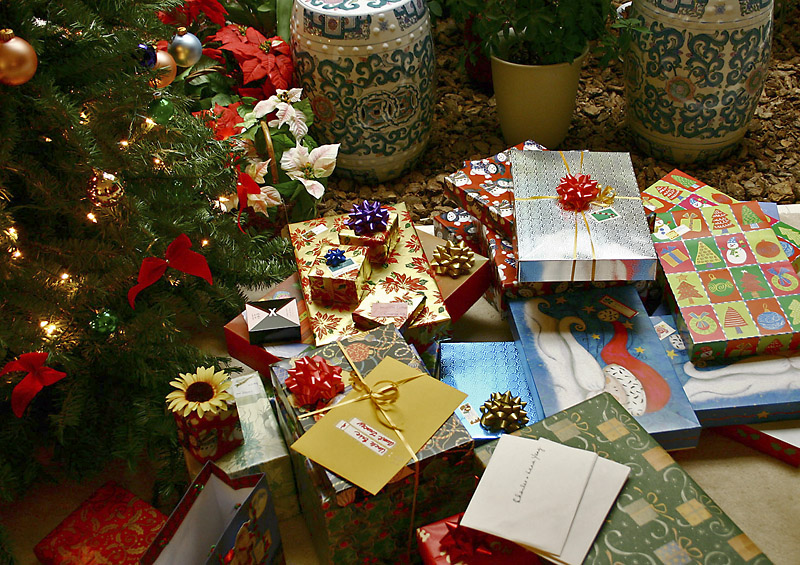
Ajándékok egy karácsonyfa alatt

Az ajándék valaminek a saját vagyonból való átadása vagyoni ellenszolgáltatás elvárása nélkül. Az ajándékozás szokása évezredekre nyúlik vissza, és minden társadalomban más jelentéssel bírt, időnként pedig kötelezettség is volt. Így például a jobbágyoknak kötelezően ajándékot kellett adniuk, ha földesuruk családjában valamilyen különleges esemény történt. Az ókori Rómában tiltották a bizonyos mértéken túli ajándékozást, és a házastársak közötti ajándékozást is.

## Csomagolás
Az ajándékokat a különböző kultúrákban, az eseménynek megfelelően csomagolják. Tipikus csomagolási típus a masnival átkötött doboz.
A környezettudatosság az ajándékozásban is megjelent: a gyorsan hulladékká váló csomagolóanyagok kiváltására számos ötlet létezik.